# 纳维廖河畔特雷扎诺
纳维廖河畔特雷扎诺（義大利語：Trezzano sul Naviglio），是意大利米兰省的一个市镇。总面积10平方公里，人口19084人，人口密度1908.4人/平方公里（2009年）。国家统计（ISTAT）代码为015220。

## 友好城市
- 布耶
- 德国埃兴